# Kevin Ullyett
Kevin Ullyett (* 23. květen 1972 Salisbury, Zimbabwe) je zimbabwský profesionální tenista.
Ve své dosavadní kariéře vyhrál 34 turnajů ATP ve čtyřhře.

## Finálová utkání na turnajích Grand Slamu

### Mužská čtyřhra: 3 (2–1)
| Stav      | Rok  | Turnaj          | Povrch | Spoluhráč      | Soupeři ve finále            | Výsledek                       |
| --------- | ---- | --------------- | ------ | -------------- | ---------------------------- | ------------------------------ |
| Vítěz     | 2001 | US Open         | tvrdý  | Wayne Black    | Donald Johnson Jared Palmer  | 7–6(9–7), 2–6, 6–3             |
| Vítězka   | 2005 | Australian Open | tvrdý  | Wayne Black    | Bob Bryan Mike Bryan         | 6–4, 6–4                       |
| Finalista | 2008 | Wimbledon       | tráva  | Jonas Björkman | Daniel Nestor Nenad Zimonjić | 6–7(12–14), 7–6(7–3), 3–6, 3–6 |

### Smíšená čtyřhra: 3 (1–2)
| Stav      | Rok  | Turnaj          | Povrch | Spoluhráčka        | Soupeři ve finále                   | Výsledek      |
| --------- | ---- | --------------- | ------ | ------------------ | ----------------------------------- | ------------- |
| Vítěz     | 2002 | Australian Open | tvrdý  | Daniela Hantuchová | Gaston Etlis Paola Suárezová        | 6–3, 6–2      |
| Finalista | 2002 | Wimbledon       | tráva  | Daniela Hantuchová | Mahesh Bhupathi Jelena Lichovcevová | 2–6, 6–1, 1–6 |
| Finalista | 2005 | Australian Open | tvrdý  | Liezel Huberová    | Scott Draper Samantha Stosurová     | 2–6, 6–2, 5–7 |

## Finálové účasti na turnajích ATP (60)

### Dvouhra - prohry (1)
| Č. | Datum           | Turnaj                     | Povrch | Vítěz          | Výsledek |
| 1. | 20. červen 1999 | Nottingham, Velká Británie | tráva  | Cédric Pioline | 6-3, 7-5 |

### Čtyřhra - výhry (34)
| Legenda                                                       |
| Grand Slam (2)                                                |
| ATP Masters Series / ATP World Tour Masters 1000 (5)          |
| ATP International Series Gold / ATP World Tour 500 Series (4) |
| ATP International Series / ATP World Tour 250 Series (23)     |

| Tituly dle povrchu |
| Tvrdý (21)         |
| Antuka (6)         |
| Tráva (3)          |
| Koberec (3)        |

| Č.  | Datum             | Turnaj                         | Povrch  | Partner        | Soupeři ve finále                   | Výsledek        |
| 1.  | 2. únor 1997      | Šanghaj, Čína                  | koberec | Max Mirnyj     | Tomas Nydahl Stefano Pescosolido    | 7-6, 6-7, 7-5   |
| 2.  | 26. duben 1998    | Orlando, USA                   | antuka  | Grant Stafford | Michael Tebbutt Mikael Tillström    | 4-6, 6-4, 7-5   |
| 3.  | 10. květen 1998   | Coral Springs, USA             | antuka  | Grant Stafford | Mark Merklein Vince Spadea          | 7-5, 6-4        |
| 4.  | 26. červenec 1998 | Washington, USA                | tvrdý   | Grant Stafford | Wayne Ferreira Patrick Galbraith    | 6-2, 6-4        |
| 5.  | 20. září 1998     | Bournemouth, Velká Británie    | antuka  | Neil Broad     | Wayne Arthurs Alberto Berasategui   | 7-6, 6-3        |
| 6.  | 24. říjen 1999    | Lyon, Francie                  | koberec | Piet Norval    | Wayne Ferreira Sandon Stolle        | 4-6, 7-65, 7-64 |
| 7.  | 14. listopad 1999 | Stockholm, Švédsko             | tvrdý   | Piet Norval    | Jan-Michael Gambill Scott Humphries | 7-5, 6-3        |
| 8.  | 27. srpen 2000    | Long Island, USA               | tvrdý   | Jonathan Stark | Jan-Michael Gambill Scott Humphries | 6-4, 6-4        |
| 9.  | 8. říjen 2000     | Hong Kong, Čína                | tvrdý   | Wayne Black    | Dominik Hrbatý David Prinosil       | 6-1, 6-2        |
| 10. | 12. listopad 2000 | Petrohrad, Rusko               | tvrdý   | Daniel Nestor  | Thomas Šimada Myles Wakefield       | 7-65, 7-5       |
| 11. | 18. únor 2001     | Kodaň, Dánsko                  | tvrdý   | Wayne Black    | Jiří Novák David Rikl               | 6-3, 6-3        |
| 12. | 26. srpen 2001    | Long Island, USA               | tvrdý   | Jonathan Stark | Leoš Friedl Radek Štěpánek          | 6-1, 6-4        |
| 13. | 9. září 2001      | US Open, USA                   | tvrdý   | Wayne Black    | Donald Johnson Jared Palmer         | 7-69, 2-6, 6-3  |
| 14. | 6. leden 2002     | Adelaide, Austrálie            | tvrdý   | Wayne Black    | Bob Bryan Mike Bryan                | 7-5, 6-2        |
| 15. | 3. březen 2002    | San José, USA                  | tvrdý   | Wayne Black    | John-Laffnie de Jager Robbie Koenig | 6-3, 4-6, 10-5  |
| 16. | 16. červen 2002   | Queen's Club, Velká Británie   | tráva   | Wayne Black    | Mahesh Bhupathi Max Mirnyj          | 7-5, 6-3        |
| 17. | 18. srpen 2002    | Washington, USA                | tvrdý   | Wayne Black    | Bob Bryan Mike Bryan                | 3-6, 6-3, 7-5   |
| 18. | 13. říjen 2002    | Lyon, Francie                  | koberec | Wayne Black    | Mark Knowles Daniel Nestor          | 6-4, 3-6, 7-63  |
| 19. | 27. říjen 2002    | Stockholm, Švédsko             | tvrdý   | Wayne Black    | Wayne Arthurs Paul Hanley           | 6-4, 2-6, 7-64  |
| 20. | 4. květen 2003    | Mnichov, Německo               | antuka  | Wayne Black    | Joshua Eagle Jared Palmer           | 6-3, 7-5        |
| 21. | 4. duben 2004     | Miami, USA                     | tvrdý   | Wayne Black    | Jonas Björkman Todd Woodbridge      | 6-2, 7-612      |
| 22. | 16. květen 2004   | Hamburk, Německo               | antuka  | Wayne Black    | Bob Bryan Mike Bryan                | 6-4, 6-2        |
| 23. | 30. leden 2005    | Australian Open, Austrálie     | tvrdý   | Wayne Black    | Bob Bryan Mike Bryan                | 6-4, 6-4        |
| 24. | 14. srpen 2005    | Montreal, Kanada               | tvrdý   | Wayne Black    | Jonathan Erlich Andy Ram            | 6-75, 6-3, 6-0  |
| 25. | 26. únor 2006     | Rotterdam, Nizozemsko          | tvrdý   | Paul Hanley    | Jonathan Erlich Andy Ram            | 7-64, 7-62      |
| 26. | 5. březen 2006    | Dubaj, Spojené arabské emiráty | tvrdý   | Paul Hanley    | Mark Knowles Daniel Nestor          | 1-6, 6-2, 10-1  |
| 27. | 21. květen 2006   | Hamburk, Německo               | antuka  | Paul Hanley    | Mark Knowles Daniel Nestor          | 6-2, 7-610      |
| 28. | 18. červen 2006   | Queen's Club, Velká Británie   | tráva   | Paul Hanley    | Jonas Björkman Max Mirnyj           | 6-4, 3-6, 10-8  |
| 29. | 15. říjen 2006    | Stockholm, Švédsko             | tvrdý   | Paul Hanley    | Olivier Rochus Kristof Vliegen      | 7-62, 6-4       |
| 30. | 14. leden 2007    | Sydney, Austrálie              | tvrdý   | Paul Hanley    | Mark Knowles Daniel Nestor          | 6-4, 6-73, 10-6 |
| 31. | 16. červen 2008   | Nottingham, Velká Británie     | tráva   | Bruno Soares   | Jeff Coetzee Jamie Murray           | 6-2, 7-65       |
| 32. | 12. říjen 2008    | Stockholm, Švédsko             | tvrdý   | Jonas Björkman | Johan Brunström Michael Ryderstedt  | 6-1, 6-3        |
| 33. | 2. listopad 2008  | Paříž, Francie                 | tvrdý   | Jonas Björkman | Jeff Coetzee Wesley Moodie          | 6-2, 6-2        |
| 34. | 25. říjen 2009    | Stockholm, Švédsko             | tvrdý   | Bruno Soares   | Simon Aspelin Paul Hanley           | 6-4, 7-64       |

### Čtyřhra - prohry (25)
| Legenda                                                       |
| Grand Slam (1)                                                |
| Tennis Masters Cup / ATP World Tour Finals (1)                |
| ATP Masters Series / ATP World Tour Masters 1000 (9)          |
| ATP International Series Gold / ATP World Tour 500 Series (3) |
| ATP International Series / ATP World Tour 250 Series (11)     |

| Finále dle povrchu |
| Tvrdý (18)         |
| Antuka (4)         |
| Tráva (1)          |
| Koberec (2)        |

| Č.  | Datum             | Turnaj                    | Povrch  | Partner             | Vítězové                          | Výsledek              |
| 1.  | 28. duben 1996    | Soul, Korejská republika  | tvrdý   | Kent Kinnear        | Rick Leach Jonathan Stark         | 6-4, 6-4              |
| 2.  | 11. říjen 1998    | Basilej, Švýcarsko        | tvrdý   | Piet Norval         | Olivier Delaître Fabrice Santoro  | 6-3, 7-6              |
| 3.  | 10. leden 1999    | Dauhá, Katar              | tvrdý   | Piet Norval         | Alex O'Brien Jared Palmer         | 6-3, 6-4              |
| 4.  | 17. říjen 1999    | Vídeň, Rakousko           | tvrdý   | Piet Norval         | David Prinosil Sandon Stolle      | 6-3, 6-4              |
| 5.  | 12. květen 2002   | Řím, Itálie               | antuka  | Wayne Black         | Martin Damm Cyril Suk             | 7-5, 7-5              |
| 6.  | 2. březen 2003    | Dubaj, SAE                | tvrdý   | Wayne Black         | Leander Paes David Rikl           | 6-3, 6-0              |
| 7.  | 20. červenec 2003 | Stuttgart, Německo        | antuka  | Jevgenij Kafelnikov | Tomáš Cibulec Pavel Vízner        | 3-6, 6-3, 6-4         |
| 8.  | 5. říjen 2003     | Moskva, Rusko             | koberec | Wayne Black         | Mahesh Bhupathi Max Mirnyj        | 6-3, 7-5              |
| 9.  | 19. říjen 2003    | Madrid, Španělsko         | tvrdý   | Wayne Black         | Mahesh Bhupathi Max Mirnyj        | 6-2, 2-6, 6-3         |
| 10. | 21. březen 2004   | Indian Wells, USA         | tvrdý   | Wayne Black         | Arnaud Clément Sébastien Grosjean | 6-3, 4-6, 7-5         |
| 11. | 25. červenec 2004 | Indianapolis, USA         | tvrdý   | Wayne Black         | Jordan Kerr Jim Thomas            | 6-77, 7-63, 6-3       |
| 12. | 7. listopad 2004  | Paříž, Francie            | koberec | Wayne Black         | Jonas Björkman Todd Woodbridge    | 6-3, 6-4              |
| 13. | 14. listopad 2004 | Masters Cup, Houston, USA | tvrdý   | Wayne Black         | Bob Bryan Mike Bryan              | 4-6, 7-5, 6-4, 6-2    |
| 14. | 3. duben 2005     | Miami, USA                | tvrdý   | Wayne Black         | Jonas Björkman Max Mirnyj         | 6-1, 6-2              |
| 15. | 7. srpen 2005     | Washington, USA           | tvrdý   | Wayne Black         | Bob Bryan Mike Bryan              | 6-4, 6-2              |
| 16. | 21. srpen 2005    | Cincinnati, USA           | tvrdý   | Wayne Black         | Jonas Björkman Max Mirnyj         | 7-63, 6-2             |
| 17. | 8. leden 2006     | Adelaide, Austrálie       | tvrdý   | Paul Hanley         | Jonathan Erlich Andy Ram          | 7-64, 7-610           |
| 18. | 6. srpen 2006     | Washington, USA           | tvrdý   | Paul Hanley         | Bob Bryan Mike Bryan              | 6-3, 5-7, 10-3        |
| 19. | 13. srpen 2006    | Toronto, Kanada           | tvrdý   | Paul Hanley         | Bob Bryan Mike Bryan              | 6-3, 7-5              |
| 20. | 20. květen 2007   | Hamburk, Německo          | antuka  | Paul Hanley         | Bob Bryan Mike Bryan              | 6-3, 6-4              |
| 21. | 12. srpen 2007    | Montreal, Kanada          | tvrdý   | Paul Hanley         | Mahesh Bhupathi Pavel Vízner      | 6-4, 6-4              |
| 22. | 21. duben 2008    | Estoril, Portugalsko      | antuka  | Jamie Murray        | Jeff Coetzee Wesley Moodie        | 6-2, 4-6, 10-8        |
| 23. | 5. červenec 2008  | Wimbledon, Velká Británie | tráva   | Jonas Björkman      | Daniel Nestor Nenad Zimonjić      | 7-612, 6-73, 6-3, 6-3 |
| 24. | 12. srpen 2008    | Washington, USA           | tvrdý   | Bruno Soares        | Marc Gicquel Robert Lindstedt     | 7-66, 6-3             |
| 25. | 29. srpen 2009    | New Haven, USA            | tvrdý   | Bruno Soares        | Julian Knowle Jürgen Melzer       | 6-4, 7-63             |

## Davisův pohár
Kevin Ullyett se zúčastnil 12 zápasů v Davisově poháru za tým Zimbabwe s bilancí 3-4 ve dvouhře a 8-3 ve čtyřhře.

## Postavení na žebříčku ATP na konci sezóny

### Dvouhra
| Rok    | 1990 | 1991   | 1992   | 1993   | 1994   | 1995   | 1996   | 1997   | 1998   | 1999   | 2000   | 2001    |
| Pořadí | 764. | ▲ 314. | ▼ 328. | ▲ 135. | ▼ 226. | ▼ 422. | ▲ 172. | ▼ 181. | ▼ 390. | ▲ 189. | ▲ 161. | ▼ 1044. |

### Čtyřhra
| Rok    | 1990 | 1991   | 1992   | 1993   | 1994  | 1995   | 1996   | 1997  | 1998  | 1999  | 2000  | 2001  | 2002  | 2003  | 2004 | 2005 | 2006 | 2007  | 2008 |
| Pořadí | 923. | ▲ 377. | ▲ 232. | ▲ 134. | ▲ 89. | ▼ 161. | ▲ 121. | ▲ 80. | ▲ 35. | ▲ 26. | ▼ 34. | ▲ 13. | ▲ 11. | ▼ 18. | ▲ 9. | ▲ 6. | ▼ 8. | ▼ 10. | ▲ 8. |